# Vila Cortês do Mondego
Vila Cortês do Mondego is een plaats (freguesia) in de Portugese gemeente Guarda en telt 323 inwoners (2001).